# Coelocorynus dechambrei
Coelocorynus dechambrei är en skalbaggsart som beskrevs av Franz Antoine 1999. Coelocorynus dechambrei ingår i släktet Coelocorynus och familjen Cetoniidae. Inga underarter finns listade i Catalogue of Life.